# سوپرجام فوتبال ایتالیا ۲۰۰۸

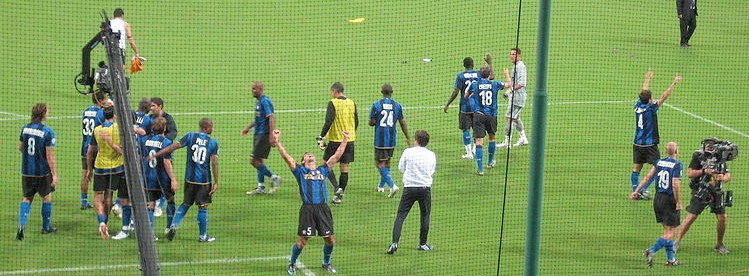
2008 Supercoppa Italiana

سوپر جام فوتبال ایتالیا ۲۰۰۸ (انگلیسی: 2008 Supercoppa Italiana) بیست و یکمین دورهٔ مسابقهٔ سوپر جام فوتبال ایتالیا بود که بین قهرمان سری آ و قهرمان جام حذفی فوتبال ایتالیا برگزار شد.
این دیدار در تاریخ ۲۴ اوت ۲۰۰۸ برگزار شد و اینتر میلان به مقام قهرمانی دست یافت.

## تیم‌ها
- اینتر میلان: قهرمان سری آ فصل ۰۸-۲۰۰۷
- آ. اس. رم: قهرمان جام حذفی ایتالیا فصل ۰۸-۲۰۰۷